# Hart-Purgstall
Hart-Purgstall è una frazione di 1 599 abitanti del comune austriaco di Eggersdorf bei Graz, nel distretto di Graz-Umgebung (Stiria). Già comune autonomo, il 1º gennaio 2015 è stato aggregato a Eggersdorf bei Graz assieme agli altri ex comuni di Brodingberg e Höf-Präbach.